# Ali Mazaheri
Ali Mazaheri est un boxeur iranien né le 31 mars 1982.

## Carrière
Champion d'Asie à Oulan-Bator en 2007 et médaillé de bronze à Puerto Princesa en 2004 et à Zhuhai en 2009 dans la catégorie poids lourds, il remporte également la médaille d'or aux Jeux asiatiques de Doha en 2006 et celle de bronze à Canton en 2010.

## Palmarès

### Jeux olympiques
- Participation aux Jeux olympiques de 2008 à Pékin, Chine.
- Qualifié pour les Jeux olympiques de 2012 à Londres, Angleterre, pour lesquels il sera porte-drapeau de la délégation iranienne.

Durant son combat le 1er août 2012 contre le cubain José Larduet Gomez il est disqualifié. Il quitte le ring de boxe après avoir refusé la décision des arbitres de le disqualifier, et refuse de se présenter au centre du ring pour l'annonce du vainqueur du match. La disqualification du porteur du drapeau iranien engendre une controverse, une de plus, aux JO de Londres 2012.

### Championnats d'Asie de boxe amateur
- Médaille de bronze en -91 kg en 2009 à Zhuhai, Chine.
- Médaille d'or en -91 kg en 2007 à Oulan-Bator, Mongolie.
- Médaille de bronze en -91 kg en 2004 à Puerto Princesa, Philippines.

### Jeux asiatiques
- Médaille de bronze en -91 kg en 2010 à Canton, Chine.
- Médaille d'or en -91 kg en 2006 à Doha, Qatar.